# Neapterolelaps lodgei
Neapterolelaps lodgei är en stekelart som beskrevs av Girault 1913. Neapterolelaps lodgei ingår i släktet Neapterolelaps och familjen puppglanssteklar. Inga underarter finns listade i Catalogue of Life.